# Erich Matthias von Nolcken
Erich Matthias von Nolcken (* 24. Mai 1694 in Riga; † 18. Oktober 1755 in Stockholm) war ein schwedischer Regierungsbeamter und Diplomat.

## Leben
Erich Matthias von Nolcken entstammte einem deutsch-baltischen Adelsgeschlecht. Er wuchs in Wismar auf, wo sein Vater Christopher Reinhold von Nolcken (1620–1732) als schwedischer Offizier von 1695 bis 1715 stationiert war. Seine Mutter Ingeborg Christina (1664–1747) war die Tochter des Landrats Matthias von Stackelberg und der Ingeborg Grubbe.
Nach dem Studium an den Universitäten Uppsala und Göttingen trat er 1716 in den diplomatischen Dienst Schwedens. Er reiste nach Holland und wurde im selben Jahr vom Minister Georg Heinrich von Görtz mit einer dringenden Depesche nach Stockholm geschickt. Er war zunächst außerordentlicher, dann 1718 ordentlicher Kanzlist in der königlichen Kanzlei für auswärtige Angelegenheiten. 1719 begleitete er Johan Paulinus Lillienstedt zum Friedenskongress nach Åland.  Von 1720 bis 1725 und von 1726 bis 1730 war er Gesandtschaftssekretär am preußischen Hof. 1725 hielt er sich unter dem Botschafter Cederhielm auf eigene Kosten in Sankt Petersburg auf und lieferte wichtige Informationen über die Verhältnisse in Russland. 1726 war er in den schwedischen Adel introduziert worden.
1730 wurde er zum Regierungsrat bei der Schwedischen Regierung in Pommern ernannt. Durch Heirat gehörte er seit 1731 zur Verwandtschaft des Kanzleipräsidenten des Reichsrates Arvid Horn, mit dem er in einen vertraulichen Briefwechsel trat. Horn übte durch Nolcken, der ihn über Vorgänge in der Provinz informierte, Einfluss auf die Innenpolitik Schwedisch-Pommerns aus. So wurde beispielsweise die Einsetzung von Timotheus Lütkemann zum Generalsuperintendenten vorher durch Nolcken in Stralsund informell abgeklärt. Daneben führte er die Erbauseinandersetzung Horns mit der Familie Königsmarck. Als er 1732 eine Gehaltszulage von 200 Reichstalern im Jahr erhalten hatte, wurde ihm vorgeworfen, über Horn seine eigenen Angelegenheiten zu befördern. Arvid Horn setzte sich wahrscheinlich sehr für Nolcken ein, als die Ritterschaft Schwedisch-Pommerns 1732 Bedenken gegen dessen Belehnung mit dem Gut Wiepkenhagen anmeldete, weil dieser nicht in den Matrikeln des vorpommerschen Adels verzeichnet war. Im folgenden Jahr setzte sich Nolcken in Stockholm für die Errichtung eines adligen Jungfrauenstifts in Barth ein, für dessen Bau nun landesherrliche Mittel zur Verfügung gestellt wurden.
Bereits vor der Entmachtung Horns, der eine russlandfreundliche Politik betrieben hatte, wurde Nolcken 1738 als außerordentlicher Gesandter an den russischen Zarenhof geschickt. Er erwies sich als geschickter Diplomat, knüpfte Verbindungen zu einflussreichen Kreisen und lieferte Erkenntnisse über die Zustände im Land. Unter anderem lieferte er der schwedischen Regierung eine Originalkarte der gegen Schweden gerichteten russischen Grenzfestungen und Angaben über deren Kriegsstärke. Nach dem Tod der Zarin Anna und dem Sturz ihres Günstlings Ernst Johann von Biron 1740 nahm er zusammen mit dem französischen Botschafter Jacques-Joachim Trotti de la Chétardie geheime Kontakte zur Großfürstin Elisabeth auf, um diese zu einem von Frankreich und Schweden unterstützten Staatsstreich gegen den jungen Iwan VI. und die Regentin Anna Leopoldowna zu ermutigen. Seine eigentliche Aufgabe war die diplomatische Vorbereitung eines Angriffs Schwedens auf Russland, der das Zarenreich davon abhalten sollte, Österreich im Krieg gegen Frankreich zu unterstützen. Es gelang ihm jedoch nicht, Elisabeth zu einer schriftlichen Bitte um Unterstützung zu bewegen. Einige Zeit vor Kriegsbeginn wurde er abberufen. Er verfasste die Kriegserklärung mit der der Oberbefehlshaber Ch. E. Lewenhaupt 1741 den russisch-schwedischen Krieg eröffnete. Während die schwedischen Angriffe scheiterten, gelang es Elisabeth ohne Hilfe von außen den Zarenthron zu erlangen und sich so der Erfüllung von Versprechen entziehen. Im Februar 1742 reiste er über Tornio nach Moskau, um unter der Vermittlung Frankreichs Friedensverhandlungen zu führen. Dort wohnte er als Vertreter Schwedens der Krönung Elisabeths bei. Als zweiter Gesandter neben Herman Cedercreutz führte er langwierige Verhandlungen mit Russland, die 1743 mit der Unterzeichnung des Friedens von Åbo abgeschlossen wurden.
Er wurde 1743 zum Vizestaatssekretär und im folgenden Jahr zum ordentlichen Staatssekretär in der Kanzlei für auswärtige Angelegenheiten ernannt. 1747 wurde er Hofkanzler und im selben Jahr in den schwedischen Freiherrenstand erhoben. 1748 wurde er zum Kommandeur des Nordstern-Ordens ernannt. Sein Wahlspruch lautete: „Simplex Recti Cura“. Als Präsident des Hofgerichts (schwedisch Göta hovrätt) in Jönköping bekleidete er zuletzt ein hochdotiertes Amt abseits der schwedischen Reichspolitik.

## Familie
Erich Matthias von Nolcken heiratete 1731 Christina Margaretha Lode (1708–1739), Tochter des livländischen Landrats und Vizepräsidenten Gerhard Lode und dessen zweiter Frau Margaretha Elisabeth Horn af Kanckas. Die beiden hatten drei Söhne und vier Töchter, darunter:
- Arvid Reinhold (1732–1802), erster Stallmeister
- Gustav Adam von Nolcken (1733–1812), Minister
- Johan Fredric (1737–1809), Gesandter am russischen Zarenhof und kaiserlichen Hof in Wien

Aus seiner zweiten Ehe mit Anna Regine Freiin Horn af Åminne (1718–1796) entstammten eine Tochter und ein als Kind verstorbener Sohn.